# Antón García Abril
Pour les articles homonymes, voir García et Abril.
Antón García Abril (né le 19 mai 1933 à Teruel et mort le 17 mars 2021 à Madrid) est un compositeur espagnol.

## Biographie
Antón García Abril est né à Teruel (Aragón) en Espagne le 19 mai 1933.
Entre 1974 et 2003, il est professeur de composition au Conservatoire royal supérieur de musique de Madrid. En 1982, il est élu membre de l'Académie royale des beaux-arts Saint-Ferdinand de Madrid et en 2008, il est nommé membre de l'Académie royale des beaux-arts de San Carlos de Valence. Il est également président d'honneur de la Real Academia de Nobles y Bellas Artes de San Luis.
En 1998, il reçoit la médaille d'or du mérite des beaux-arts par le ministère de l'Éducation, de la Culture et des Sports, est récompensé du Prix national de musique d'Espagne (es) puis en 2006 du Prix Tomás Luis de Victoria, considéré comme l’équivalent du Cervantes pour la musique classique.
En 2014, il reçoit le prix FIMUCITÉ du Festival international de musique de film de Tenerife (es) et en octobre de la même année, il reçoit la médaille d'or de l'académie de cinéma, en reconnaissance de son œuvre.
Antón García Abril est mort le 17 mars 2021 à Madrid.

### Famille
Antón García Abril est le père de l'architecte Antón García-Abril (es).

## Œuvre
Antón García Abril a composé plusieurs œuvres orchestrales, de musique de chambre et d'œuvres vocales. Il est également auteur de musiques de séries de télévision comme El hombre y la Tierra de Félix Rodríguez de la Fuente, Los Camioneros (es), Fortunata y Jacinta, Anillos de oro, Segunda enseñanza (es), Brigada Central (es), Santiago Ramón y Cajal, La ciudad no es para mí, Compuesta y sin novio (es) et Requiem por Granada (es).
En 1966, il a composé la musique du film Texas Adios, un western spaghetti avec Franco Nero. En 1969 il a travaillé avec le cinéaste madrilène Rafael Romero Marchent sur la musique de Quand Satana empoigne le colt, un autre western spaghetti.
Il a composé l'Hymne de l'Aragon (es) sur commande des Cortes d'Aragon, l'hymne officiel de l'Aragon depuis 1989.
Ses œuvres de concert, de caractère symphonique, ont l'intention de continuer la tradition nationaliste espagnole avec les développements de pointe du moment. Néanmoins ces dernières années, la musique de García Abril semble tendre plus vers la nationalisme que vers l'avant-garde. Il se considère comme un étudiant et un admirateur de la mélodie à laquelle il ajoute de fréquents changements de rythmes et une orchestration généralement explosive.

## Œuvres
- Doce canciones sobre texto de Rafael Alberti (pour voix et orchestre, 1969)
- Hemeroscopium (pour orchestre, 1972)
- Concierto Aguediano (pour guitare amplifiée et orchestre, 1976)
- Concierto Mudéjar (pour guitare et orchestre à cordes, 1986)
- Vademecum (collection de douze pièces pour guitare, 1987)
- Divinas palabras (opéra, 1992)
- Concierto para piano y orquesta (1994)
- Nocturnos de la Antequeruela (pour piano et orchestre, 1996)
- Concierto de las tierras altas (pour violoncelle et orchestre, 1999)
- Alba de los caminos (pour quintette à cordes et piano, 2007).

### Musique de cinéma et de télévision
Entre 1956 et 1994, Antón García Abril a composé plus de 150 musiques pour la télévision et le cinéma dont :
- Las muchachas de azul (es) (1957)
- La Chevauchée des Outlaws (1962)
- Franco: ese hombre (es) (1964)
- Agent 077, opération Jamaïque (1964)
- La chica del trébol (es) (1964)
- La ciudad no es para mí (1965)
- Texas Adios (1966)
- Los ojos perdidos (1966)
- Sor Citroen (es) (1967)
- Los chicos del Preu (1967)
- El turismo es un gran invento (es) (1968)
- Quand Satana empoigne le colt (Manos torpes) (1970)
- Crimen imperfecto (es) (1970)
- Vente a Alemania, Pepe (es) (1971)
- Las Ibéricas F.C. (es) (1971)
- La graduada (es) (1971)
- Los camioneros (es) (1972)
- La Révolte des morts-vivants (1972)
- El hombre y la Tierra (1974)
- La España de los Botejara (es) (1978)
- Historia de 'S' (es) (1979)
- Fortunata y Jacinta (1980)
- La máscara negra (es) (1982)
- Santiago Ramón y Cajal (1982)
- La Guérilla ou les Désastres de la guerre (1983)
- Anillos de Oro (es) (1983)
- Les Saints innocents (1984)
- Monsignor Quixote (en) (1985)
- Segunda enseñanza (es) (1986)
- Brigada Central (es) (1989)

## Discographie
- Musique pour guitare : Fantasía Mediterránea, Evocaciones, Sonata del Pórtico, Tres Preludios Urbanos - Francisco Bernier, guitare (10-13 septembre 2009, Naxos 8.572389) (OCLC 884912697)
- 6 Partitas pour violon seul - Hilary Hahn, violon (28-30 juin 2017, SACD Decca / LP : 483 4778) (OCLC 1101713641) — Première mondiale au disque.

## Prix
- 1993 : Prix national de musique